# Madhah
Madhah (àrab: مدحاء, Madḥāʾ) o Wadi Madhah és un enclavament d'Oman en el territori de Khor Fakkan, dependència de Sharjah, als Emirats Àrabs Units. La vila principal de Mahdah es troba al sud-est i alguns edificis pertanyen a Sharjah; la vila omanita és dins l'enclavament i és un petit llogaret amb forta presència de símbols d'Oman i una estació de policia. El territori s'estén pels dos costats del Wadi Madhah.
L'enclavament imita a l'oest i sud-oest amb el wadi Shis i la vila de Shis (de Sharjah); al sud-oest amb les petites viles de Hajar, Saad i Nahwah que corresponen a Sharjah i amb el Wadi Half; al sud-est quatre llogarets corresponen a Sharjah: Saruj, Ghunah, Al-Ariyah i Sahanah, totes a la rodalia de Madhah; al nord-est té la ciutat de Khor Fakkan; al nord el Djabal Quidfa (509 metres), el Wadi Shi, el llogaret d'Ar Rufaysah (amb un interessant castell en ruïnes) i el Djabal Siha (754 metres); al nord-oest els límits semblen una mica confosos, i el wadi Bada és assenyalat als mapes com territori de Sharjah.
Madhah estava poblat per una comunitat d'unes dotzenes de beduïns ibadites que repetidament es negaren a reconèixer als xeics Qawasimi i manifestaven la seva lleialtat a l'imam d'Oman. Després de l'abolició de l'imamat el sultà d'Oman es va considerar el seu hereu i fou reconegut com a sobirà el 1969 d'acord amb els britànics. Els emirats Àrabs Units van acceptar la sobirania omanita en accedir a la independència el 2 de desembre de 1971. Administrativament l'enclavament fou integrat a la governació de Musandan. A la vila de Madhah, que és just a la frontera del territori, van sorgir noves edificacions de ciutadans de Sharjah envers el seu territori i per això la vila es pot considerar dividida en dues parts encara que només l'omanita és rellevant; cap impediment obstaculitza la circulació. Sembla que la frontera ha estat delimitada però el mapes no s'han publicat. La major part del territori està format per les terres de cultiu i pastura dels beduïns, a ambdós costats del riu del mateix nom que sovint dona també nom a l'enclavament.